# 第一次鼠疫大流行

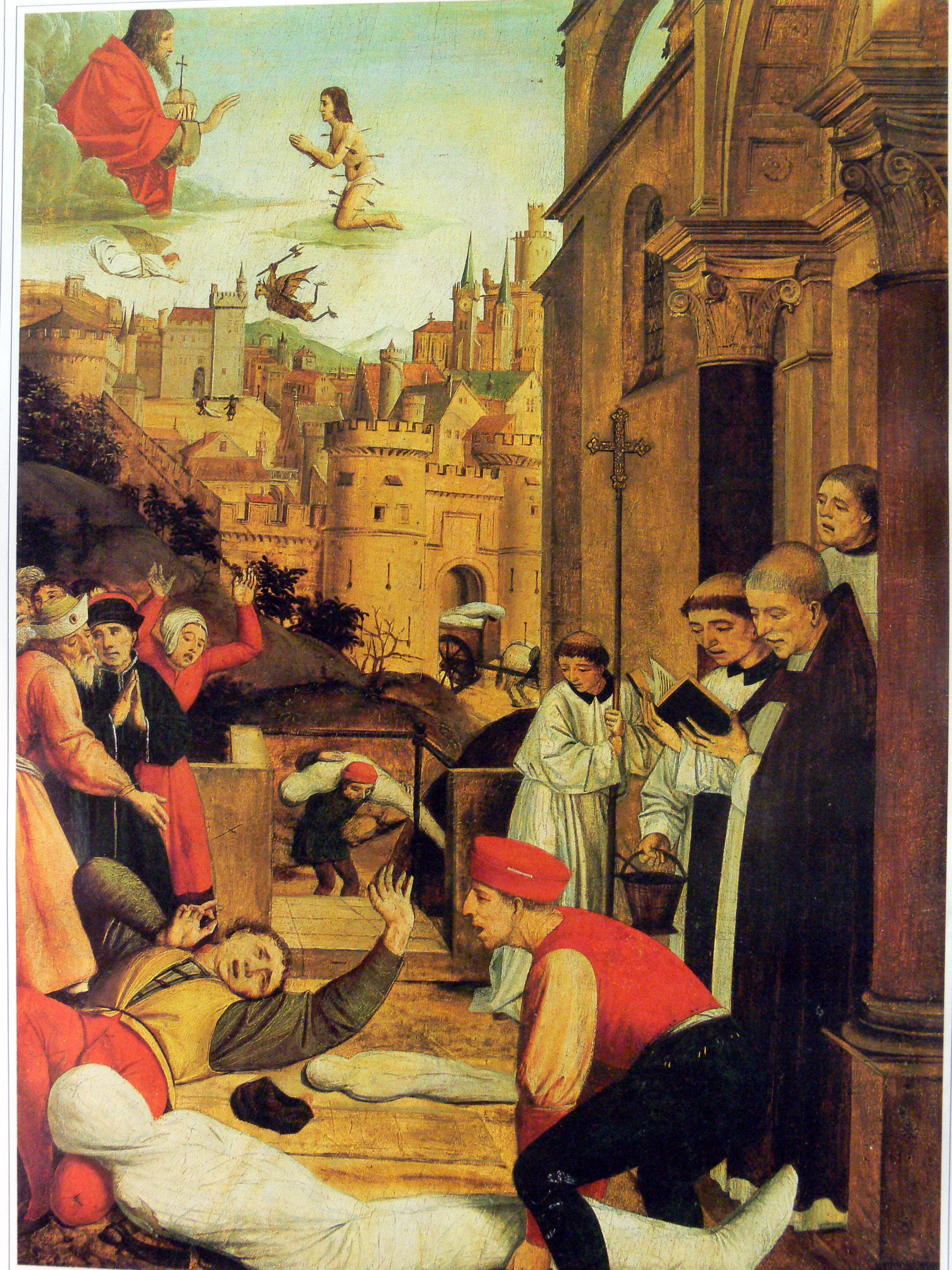
查士丁尼大瘟疫

第一次鼠疫大流行（英文：First Plague Pandemic），也称中世纪前期瘟疫（Early Medieval Pandemic），是旧大陆的第一次鼠疫大流行，由鼠疫杆菌致病。541年，查士丁尼大瘟疫成为此次大流行的开端，直至750年或767年才结束。查士丁尼大瘟疫共造成1500万-1亿人死亡（约25%-60%欧洲人口）。此后，有记录的还有15-18波主要疫情。 第一次鼠疫大流行主要影响了地中海盆地的国家，但也感染了近东和北欧的部分地区。罗马帝国皇帝查士丁尼一世的名字时常被作为古典时代晚期疫情的统称，也包括最早的“查士丁尼大瘟疫”。

## 部分主要疫情
| 时间       | 疫情名称       | 地点                                   | 死亡人数   |
| ---------- | -------------- | -------------------------------------- | ---------- |
| 541-542年  | 查士丁尼大瘟疫 | 东罗马帝国                             | 1500万-1亿 |
| 541年 - ？ | 法兰克王国鼠疫 | 法兰克王国                             |            |
| 590年      | 590年罗马鼠疫  | 罗马                                   |            |
| 627-628年  | 谢罗埃鼠疫     | 萨珊王朝                               |            |
| 638-639年  | 伊默斯鼠疫     | 沙姆地区                               |            |
| 664年      | 664年鼠疫      | 不列颠群岛                             |            |
| 698-701年  | 698–701年鼠疫  | 东罗马帝国、西亚、叙利亚、美索不达米亚 |            |
| 746-747年  | 746–747年鼠疫  | 东罗马帝国、西亚、非洲                 |            |